# スバル・ヴィヴィオ
ヴィヴィオ（VIVIO）は1992年から1998年にかけて富士重工業（現・SUBARU）が生産、販売していたハッチバック及びオープンタイプの軽自動車である。

## 概要

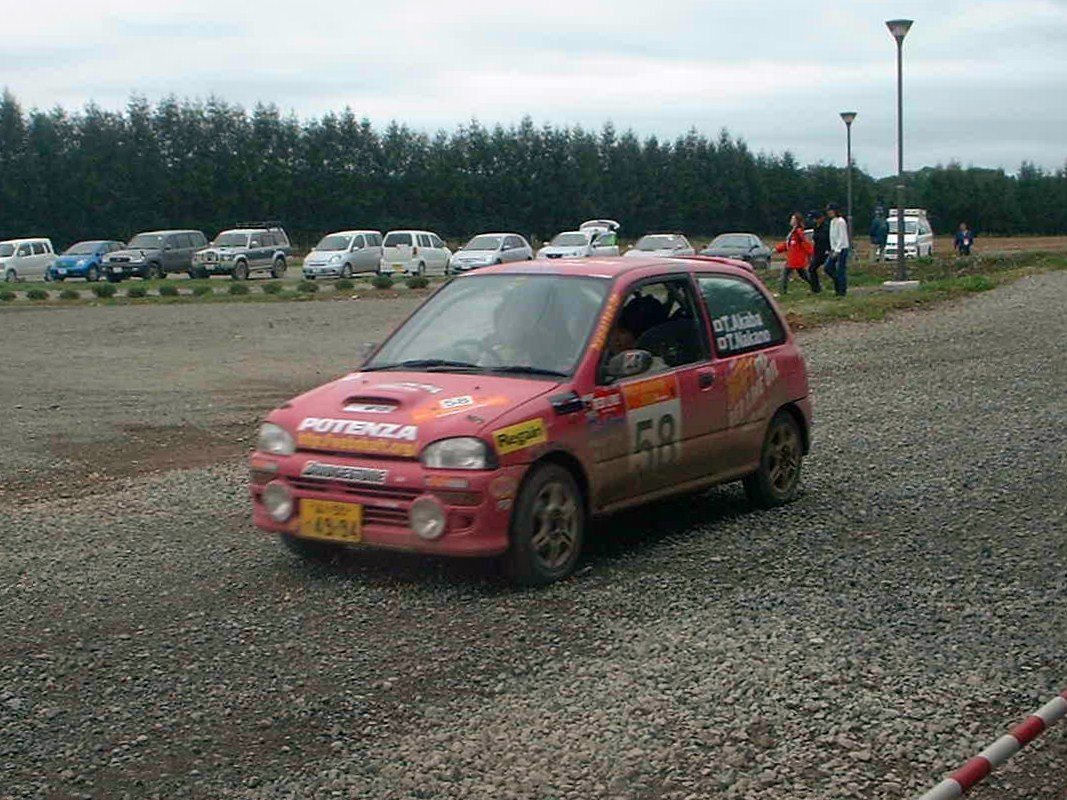
ラリーに参戦するヴィヴィオ

1992年3月にレックスの後継モデルとして発売された。デビュー当初のキャッチフレーズは「SIMPLE RICH（シンプルリッチ）」だった。車名は英語のVIVID（鮮やかな、生き生きとした）に由来する造語で、排気量の「660」をローマ数字で表記した 「VI VI 0」 にもかけられている。多くのグレードと「ビストロ」や「Tトップ」などの派生車種を持ち、ラリーなどのモータースポーツへも参戦した。ボディタイプは3ドアハッチバックと5ドアハッチバック、限定車であるタルガトップの3種類で、発売当時主流となりつつあった5ナンバーの乗用車となる3ドア/5ドアのセダンと、税制上の優遇措置があった、いわゆる軽ボンバンと呼ばれる4ナンバーの商用車である3ドアバンが存在した。
軽自動車は1名乗車の機会が多いとする調査結果に基づいて運転席の居住性を重視した｢ドライバーズ・ミニ｣というコンセプトに則って前席のレイアウトが設計されている。運転席側の空間を広くするため、助手席はやや小ぶりで左側に寄せられている。シフトレバーやパーキングブレーキレバーが設置されているセンタートンネルも車体の中央からやや左側に配置されている。外見は、ショルダーラインから上の窓まわりを一段絞ったことや、曲線を生かした面構成がスタイリング上の特徴となっている。ボディカラーもレックスでのソリッドカラー中心の展開に比較すると、メタリックやマイカ塗装が展開され、質感向上をアピールした。乗用と商用で車体後部の形状を作り分けていて、乗用グレードではレンズ面積の大きい横長のリアコンビネーションランプを採用した一方、バンでは欧州仕様のバンパーと小型のリアコンビネーションランプを採用してハッチの開口部を広げ、荷役性を向上させている。
プラットフォーム（シャーシ）が新設計され、比較的低い重心で操縦安定性の向上を図っている。安全性も向上しており発売当時の軽自動車の保安基準は時速30kmでの衝突安全を確保するものであったが、ヴィヴィオは普通車の基準である時速40kmでの衝突安全を確保していて、当時の軽規格の中では車体の強度と剛性は高い。欧州にも輸出され、日本国内より速度域の高い欧州でも、高い操縦安定性が現地の自動車専門誌から評価を受けた。軽自動車では過去に例のなかったニュルブルクリンクでのテストを行い、RX-R (FF) のベストタイムは9分54秒台であった。また、筑波サーキットでのテストにおいても、RX-R (FF) が1分13秒35という、軽自動車としては極めて優秀なタイムを記録している。また、RX-Rの最高速は自動車雑誌各誌のテストで182km/hを記録した。
軽規格の改定に伴い、1998年9月に生産終了を経て同年11月を以って販売終了となった。後継車はヴィヴィオのプラットフォームを改良し、660 cc以下の軽自動車枠の新規格に対応させたプレオであった。

## メカニズム

### エンジン・駆動方式
エンジンはレックスから引き続き、クローバーフォー (CLOVER4) と呼ばれる直列4気筒の「EN07」型が横置きで搭載された。仕様として、NA.SOHC.キャブレター仕様42馬力（バン用）、NA.SOHC.EMPI（電子制御式燃料噴射）48馬力（MT車は52馬力）（セダン用）、アイシン製スーパーチャージャー（MSC）SOHC.EMPI.64PS（ECVT用）、アイシン製スーパーチャージャー（MSC）DOHC.EMPI.64PS（5MT用）の計4種類が基本。最終型ではDOHCのハイオク仕様化に伴ってレギュラー仕様のSOHCに5MTを組み合わせたり、DOHC+ECVT（スポーツシフト仕様）という組み合わせもラインナップされた。駆動方式はFFを基本とし、パートタイム式及びビスカスカップリングを用いたフルタイム式の四輪駆動モデルも用意された。
世間のスバル車=悪路に強いというイメージのせいか4WD車の販売比率は他社よりも高かったという。

### サスペンション
サスペンションは、スバル車伝統の4輪独立懸架である。前輪はもとより後輪にも車格に比して高度なストラット型を採用し、前輪はレックスのI型ロアアーム+テンションロッドからL型ロアアームに、後輪はセミトレーリングアーム式から、ストロークに余裕あるデュアルリンクストラット式となった。カタログでは「レガシィと同じメカニズム」と書かれている。94年のマイナーチェンジで、リアサスペンションリンクの形状が見直され、よりアンダーステアを抑えた特性に変更された。なお、DOHC MSC仕様では前後に、SOHC MSC仕様と一部のDOHC MSC仕様では前側に、トーションバータイプのスタビライザーが装備されている。

### トランスミッション
5速MTと無段変速機ECVTのほか、バン向けとして追加された3速ATの3種類がある。ECVT車の後期型には6速マニュアルモードを備える「スポーツシフト」搭載車も存在した。
5速MT
OD付き5速マニュアルトランスミッションが採用されている。これは各ギア比をクロスレシオし、3気筒エンジンに比べ低回転域のトルクが不足する構造上の特性を補っている。1994年発売のC型で、全車2速のシンクロ機構がダブルコーンタイプに変更され、耐久性とシフトフィーリングの向上が図られている。1996年のE型で、エンジンのプレミアムガソリン化により増加したトルクに対応して、クラッチディスク径を変更して許容トルクが強化されている。
ECVT
ファンドーネ製スチールベルトを用い、スロットル操作によるスナッチングを改善したスバル独自のCVTである。プーリーへの油圧とクラッチの動作を電子制御化したもので、フィアットにも技術供与されている。そもそもなぜこのCVTが開発されたかと言うと、クリープ現象を伴わないタイプのクラッチを持つCVT車は、ことに発進時、繊細なアクセル操作を行なわなければ、ぎくしゃくして円滑さに欠ける車両挙動を示した為、より滑らかな作動を求めて開発されたのである。しかし、それでもこの問題の解決には至らなかった。一方で耐久性に弱点があり、ベルトは10万kmの保証パーツであったが、電磁パウダークラッチは故障が頻発した。低速走行でのギクシャク感を嫌って上り道でブレーキを使わずにアクセルだけで停止したり、荷物の過積載で走行したりするなど、電磁クラッチに負担がかかるような使用方法があったからである。このトラブルはより耐久性が要求される商用バンで問題視され、後のマイナーチェンジで一般的な3速ATに変更されている。
スポーツシフト
1995年の第31回東京モーターショーに、独ポルシェ社と共同開発したティプトロニック式コントロールの可能のECVTを搭載したコンセプトモデルとしてヴィヴィオRX-Tを出展した後、1997年にヴィヴィオのMSC車向けに、6速マニュアルモード付きのECVTであるスポーツシフトを採用している。

## 年表
- 1992年3月 - レックスの後継車として「ヴィヴィオ」（A型）登場。型式は乗用モデルのFF車はKK3、4WD車はKK4、商用モデルのFF車はKW3、4WD車はKW4となる。
- 1992年9月 - スバル4WD20周年記念特別仕様車「RX-R・S1」を発売（500台限定）。
- 1993年2月 - 「RX-RA」「GX-R」を追加。
  - 5月 - スバルブランド40周年記念特別仕様車「T-Top」（KY3型）発売（3000台限定）
  - 7月 - スバルブランド40周年記念特別仕様車として「RX-R・S1」が再度発売。
  - 9月 - マイナーチェンジ（年改）でB型に移行。新冷媒採用。
- 1994年 - マイナーチェンジ（年改）でC型に移行。NAエンジン車のフロントフェイスが変更。後部の車体構造が小変更され、後席3点式シートベルトが標準装備化。リアサスペンション形状変更 MSC車アルミホイール変更 カラードドアミラー・カラードドアハンドル廃止。
  - 2月 - T-Topをベースに、GXに準じた機構・装備を装着した特別仕様車「GX-T」が追加。（1000台限定）
  - 10月 - 特別仕様車「GX-L サウンドスペシャル」発売。
- 1995年4月 - バンのミッションをECVTから3速ATに変更
  - 5月 - サファリラリー・クラス優勝記念特別仕様車 「RX-R スペシャルエディション」発売（200台限定）。
  - 6月 - 「M300」追加発売
  - 10月 - マイナーチェンジ（年改）でD型に移行。3ドア車のリアサイドウィンドウが羽目殺しタイプに変更。
  - 11月 - 「ビストロ」発売
- 1996年5月 - 特別仕様車「Reebok」限定発売。「ビストロ B-Custom」追加発売。
  - 10月 - マイナーチェンジ（年改）でE型に移行。NAエンジン車のフロントフェイス変更。ヒーターコアを抗菌コート済みフルエアミックスタイプに変更。リモコンドアミラーの鏡面積拡大。
  - 11月 -「ビストロ」に3ドアのグレード「シフォン」が追加設定。
- 1997年1月 - 「ビストロ」にMSCエンジンを搭載した「ビストロ スポーツ」が追加設定。
  - 5月 - 「RX-SS」を追加発売。
  - 9月 - マイナーチェンジ。「GX-SS」「ビストロ クラブ」を追加発売。
- 1998年1月 - スバル車発売40周年記念特別仕様車 「ビストロ タイプS」発売。
- 1998年9月- 軽規格の改定に伴い生産終了。在庫販売分のみの対応となる。
  - 10月9日 - 後継車種のプレオ発売。
  - 11月 - ヴィヴィオのプラットフォームを改良し、660ccの新規格に完全対応した後継車種のプレオと入れ替わる形で販売終了。

## モータースポーツ
1992年のパリ-モスクワ-北京マラソンレイドに参戦し、出走順を決めるプロローグランでワークスのパジェロを上回るタイムを記録している。
1993年のサファリラリーには、WRC ワークスドライバーのコリン・マクレーと、プライベーターの石田正史、パトリック・ジル、フランシスコ・ビラズナーがヴィヴィオRX-R4WDで参戦。グループA5クラスは上記のヴィヴィオ4台で埋まった。チームはマクレーに「とにかく他チームの前を走れ」、ジルには「なにがなんでも完走しろ」とオーダーを出した。マクレーはトヨタワークスのセリカを上回る総合4位を走行したがリタイア。石田もリタイアしたが、ジルがA5クラス1位、ビラズナーが2位で完走した。生産終了からしばらくの間も、WRCラリージャパンに地元北海道をはじめとするプライベーターが時折ヴィヴィオで参戦していた。

## グレード構成

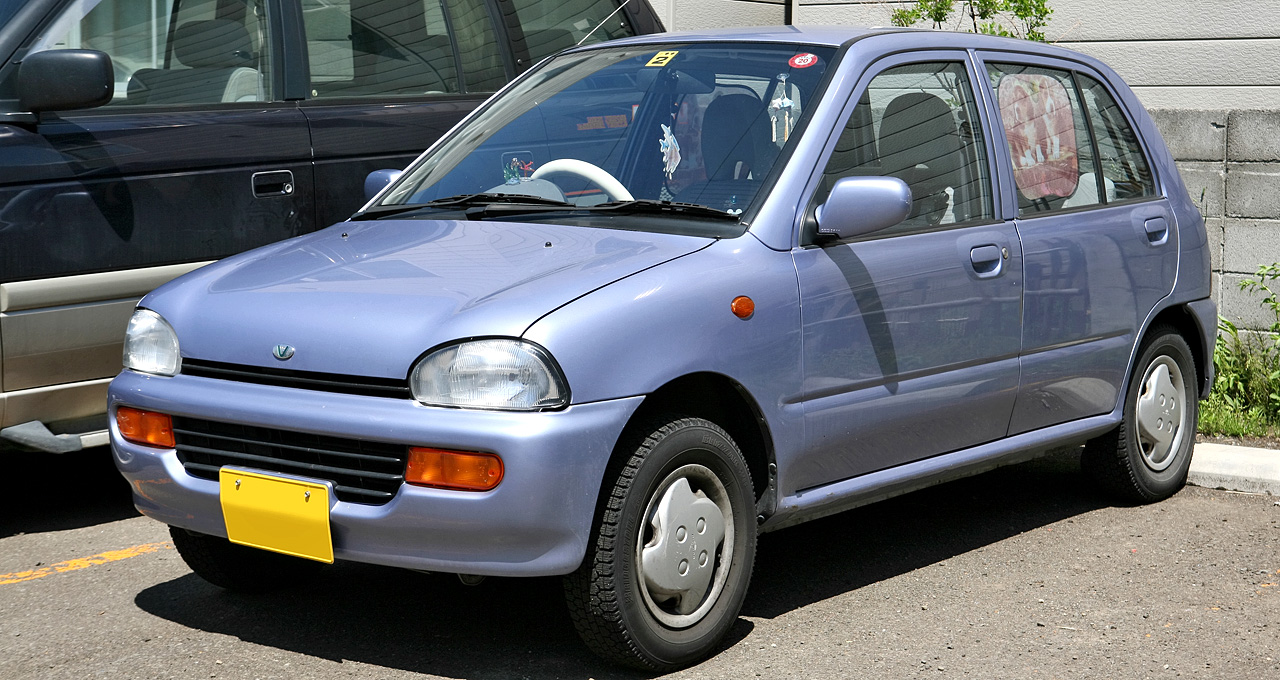
em 4WD

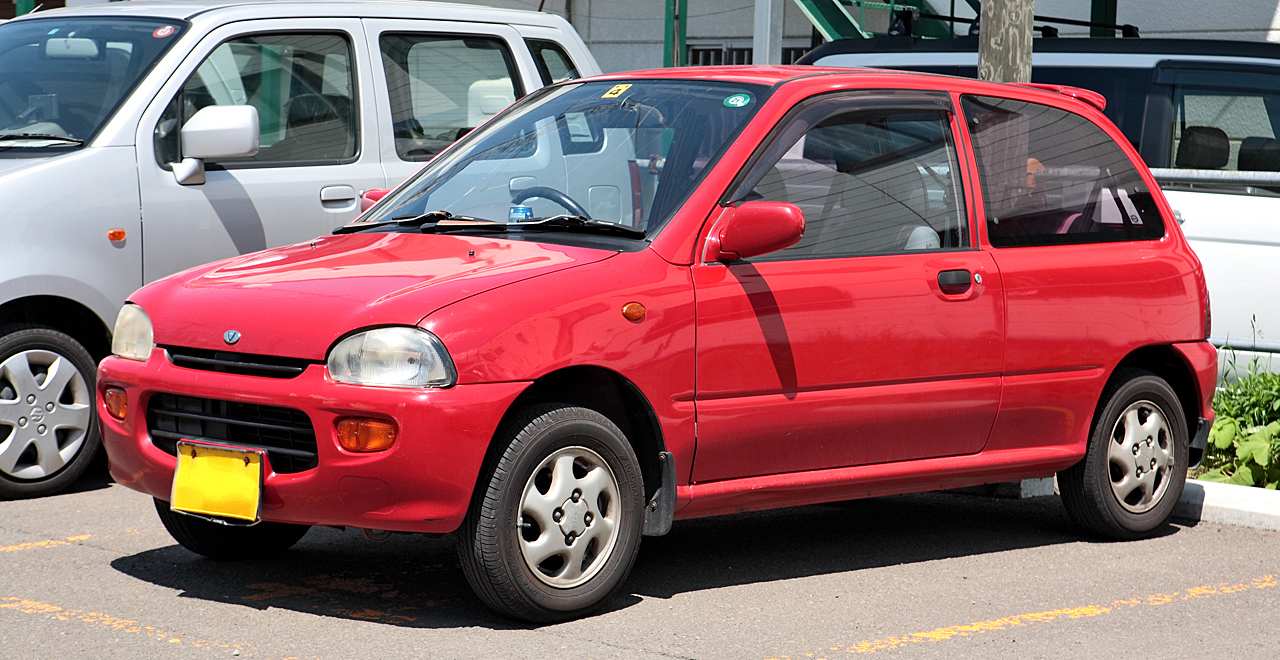
em-s 4WD

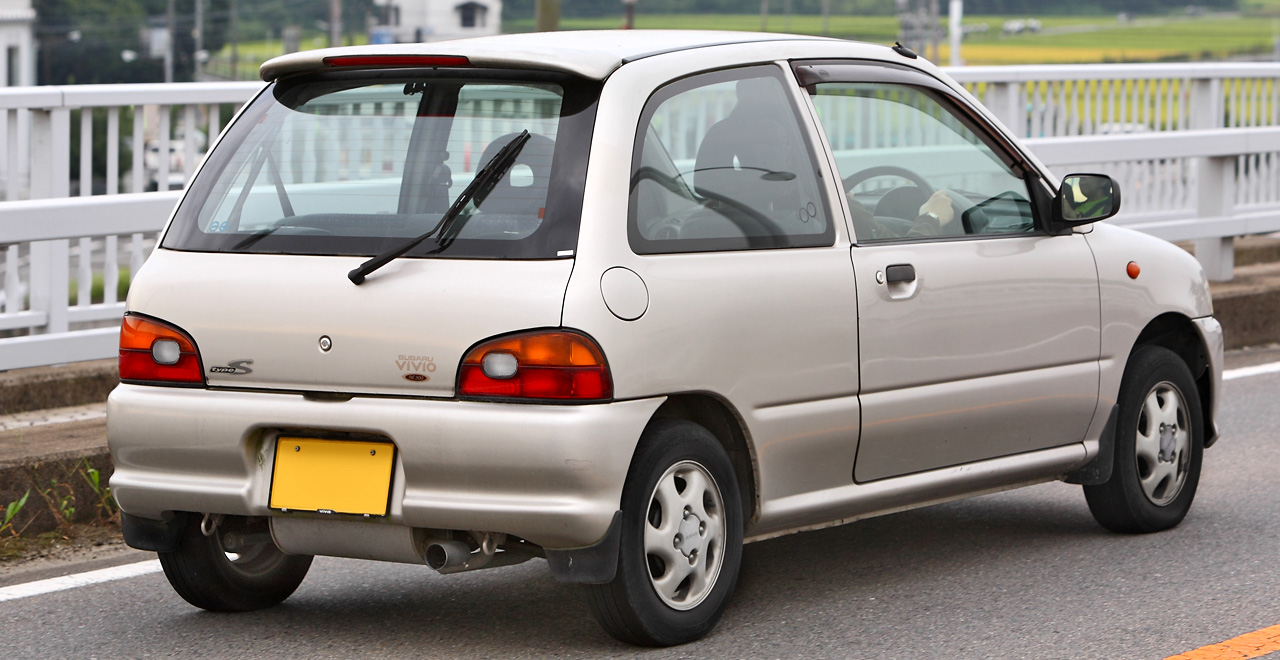
M300 Type S

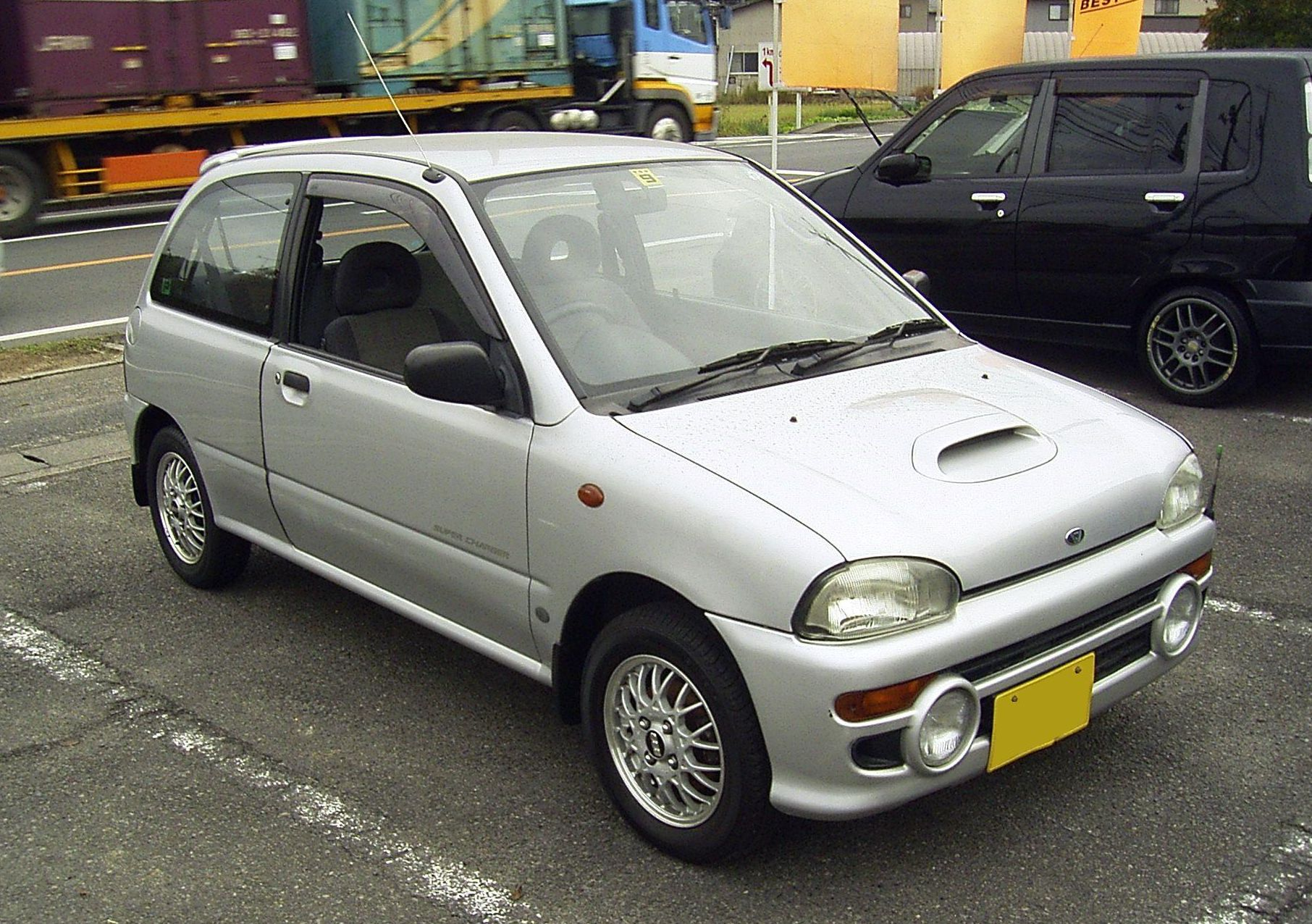
M300 スーパーチャージャー

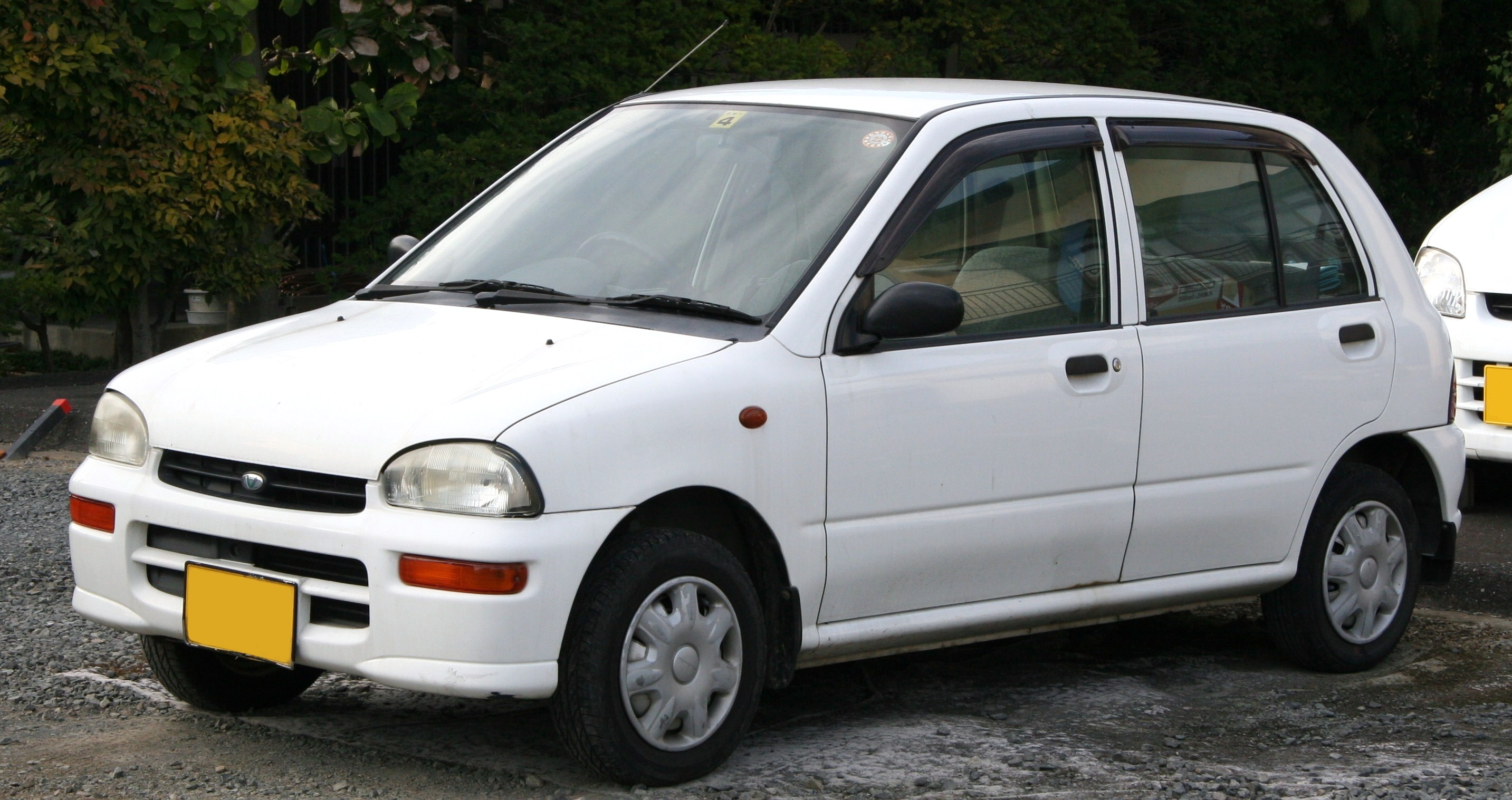
el-s

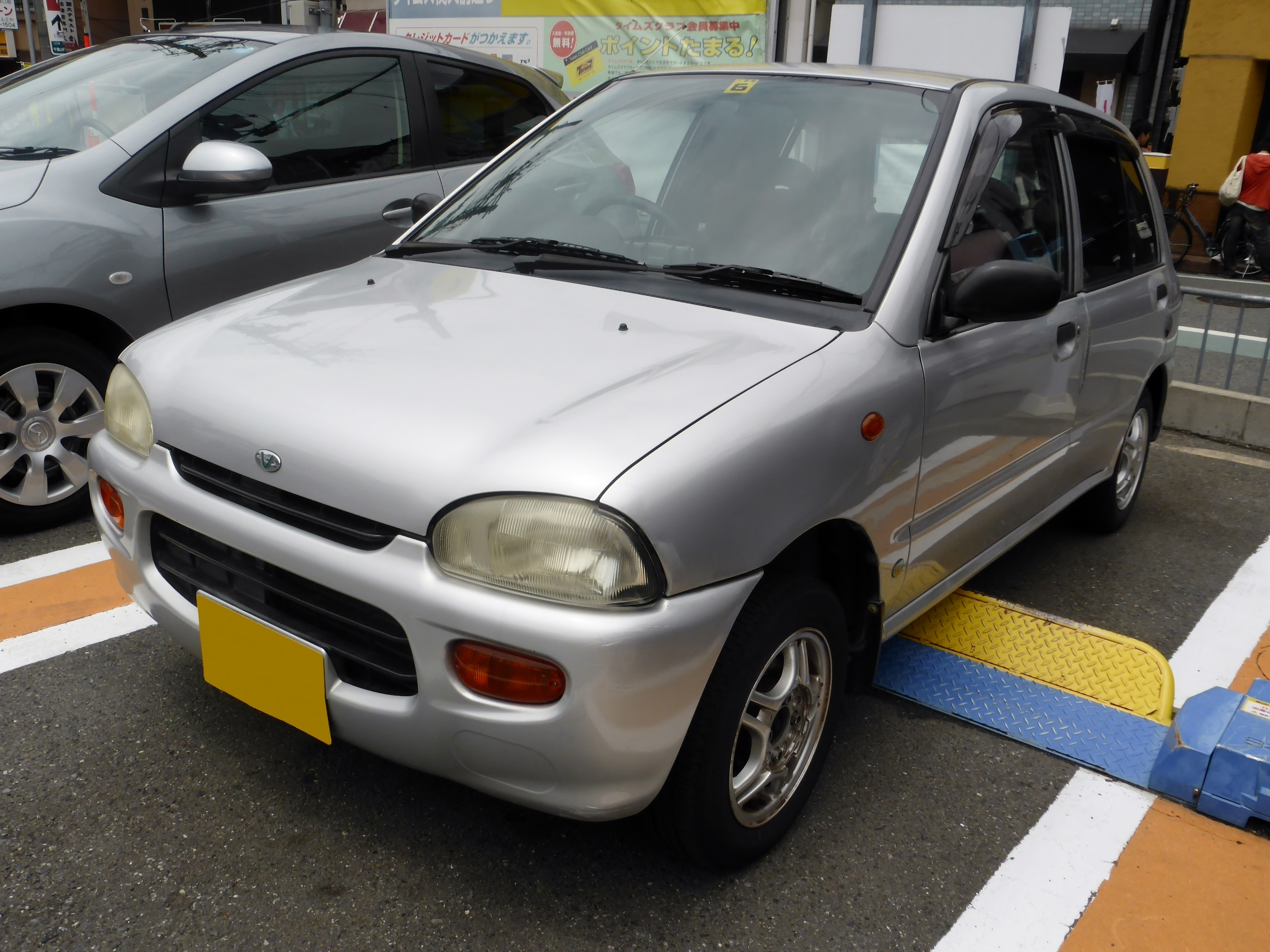
GX

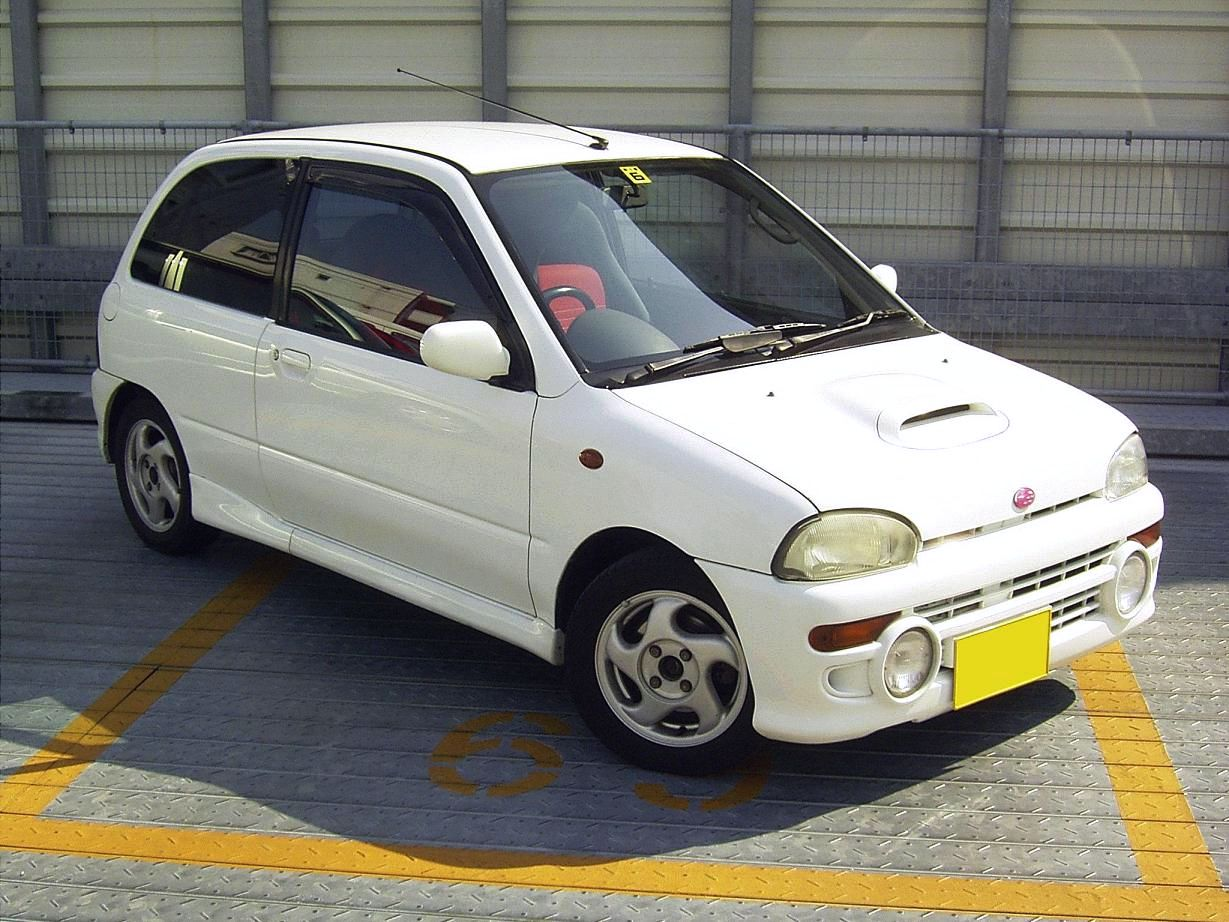
RX-R 4WD

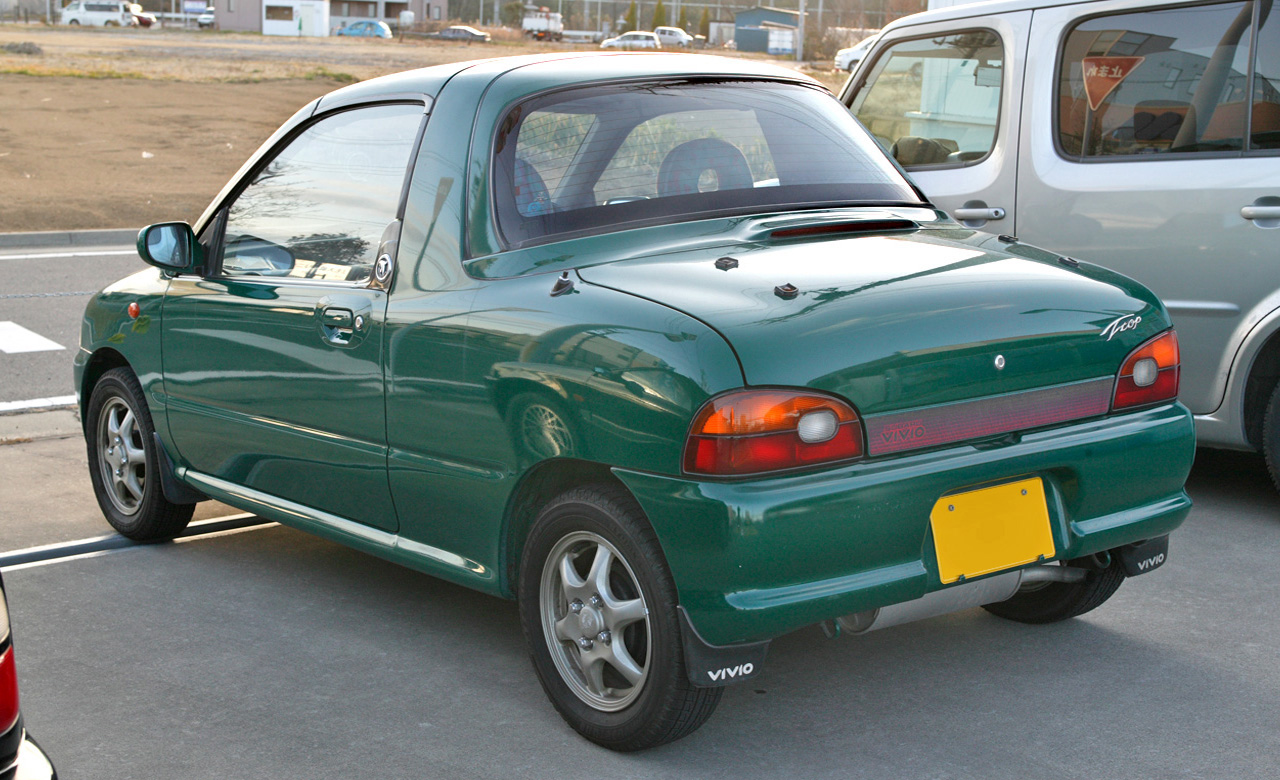
T-Top
リアキャリアなし

ヴィヴィオの装備やエンジンの違いによるグレードの一覧。
ex
3ドア最上級モデル。電動カラードリモコンミラー、タコメーター、ピンストライプ、集中ドアロック、フル装備（エアコン・パワーウインドー・パワーステアリング）、運転席 SRS エアバッグが初期型において唯一の標準装備、ABSはメーカーオプション。
es
5ドア最上級モデル。exに加えてブロンズガラス、チルトステアリング、後席ヘッドレスト、フルトリム内装、運転席ハイトアジャスターが付くが、SRSエアバッグはメーカーオプション。
em
フル装備の中級グレード。emまでがアナログクロックや電動カラードリモコンドアミラー、カラードドアトリム内装、パワーウインドウが標準装備される。
em-p
女性ユーザーを意識した特別グレード。emと比較して、専用オーディオ、専用シート生地、UVカットガラスが装備される。SRSエアバッグはメーカーオプション。
em-s
中期型のemにリアスポイラー（LEDハイマウントストップランプ付）と12インチアルミホイールが装備されたスポーティーグレード。
M300
スバル軽自動車販売300万台達成記念のM300シリーズ。木目調オーディオパネル、フロントスポーティシート、SRSエアバッグ標準装備。
M300 Type S
M300にタコメータ、SC系フロントマスク、リアスポイラー、12インチアルミホイールが追加される。
M300 スーパーチャージャー
M300　Type Sのスーパーチャージャー搭載バージョン。BBSのホイールを標準装備。
M300 エクストラ
後期型にラインナップされたM300シリーズの廉価グレード。CDプレーヤーや木目調パネル、キーレスエントリー標準装備。
A1
1993年11月に発売された限定車。4WD + ECVTのみで、ABSを標準装備。
サウンドスペシャル
1994年1月に限定発売。ケンウッドサウンドシステムを装備。
Reebok
1996年5月限定発売。スニーカーやスポーツウェアで有名なリーボックとのコラボレーションモデル。MSC車に準じたスポーティーな外観、ブルーの専用シート、ADDZESTサウンドシステム、SRSエアバッグ等を装備。
JA
JA が仲介して販売していた。専用ステッカー、フロアマット、サイドバイザーなどの専用装備が付く。
トランスケアシリーズ
1997年5月発売。助手席回転シート等を装備した福祉仕様。
el
前期型では廉価グレードとしてラインナップされた。エアコンは装備されているがパワーステアリングはメーカーオプション。布シートやホイールキャップが装備されている。販売の主流となったグレードであるが、中期モデルで装備が簡略化され、セダンの最廉価グレードとなる。
el-s
中期型で追加された廉価グレード。布シートや12インチフルホイールキャップ等が装備され、前期モデルのelを受け継いだ内容となっている。
ef
前期型にラインナップされた最廉価グレード。セダンとバンがある。プリントレザーのシート地となるが、カラードバンパー、エアコン標準装備。
ef-s
バンの上級グレードで、内容的にはバンefとさほど変わらないが、パワーステアリングがメーカーオプションから後期型では標準装備になった。
ef-sII
1997年11月に発売された。ef-sより豪華なバン最終型。
e
バンの下位グレードで主に業務用。バンパーとアウターリアビューミラーが無塗装（素材色の黒）で、エアコンが標準装備されない。
2シーター
バンの最廉価グレードで、MTのみの設定。その名の通り、後部座席を取り外しており、eから更にリアデフォッガーやリアゲートオープナーまで省略されている。スズキ・アルトの最廉価グレードと横並びの55.8万円の価格設定となっていた。
GX
前期型に設定されたMSC（SOHC）を積む上級グレード。exに近い装備内容であるが、SC系フロントフェイスやサイドエアロ、デュアルマフラー、運転席ハイトアジャスター、ミシュランタイヤ、ピラーブラックアウトを装備するが、集中ドアロックは付かない。ECVTのみの設定である。
GX-R
中期型で追加されたグレードで、GX系のパワートレーンにRX-Rに準じた内外装を与えたものである。
GX-L
中期型で追加されたグレードであるが、装備内容はほぼ前期型GXに準ずる。
GX-SS
RX系のDOHCエンジンに SportShift を組み合わせた仕様。5ドア車で駆動方式はFFのみの設定。
RX-R
DOHCエンジンを採用してMTのみをラインナップしたホットモデル。「RX」はレオーネ以来、シリーズ中の上位モデルに設定されたグレードで、ヴィヴィオの「RX-R」では「超高密度スポーツ集積マシーン」のキャッチコピーが与えられているが、バン、RX-Rを含め全グレードにおいてリアブレーキがドラム式であった。MSC（DOHC）を積み、スポーツバケットシート、ハイグリップタイヤ、センターアンテナなどが標準装備。E型ではハイオクガソリン仕様となり、オプションでBBSホイールも選択できた。またE型ではシート地のデザイン、レターマークのデザインも変更されている（MSC車共通）。アプライドの型式によりエンジンの出力特性に違いがありA型〜D型は高回転型、最終E型はトルク重視のセッティングとなっている。
RX-R S1
MSCを搭載したRX-Rの限定車。RX-Rでは初となるシルバーのボディカラー、フロント熱線反射ガラス、サイドブロンズガラス、ケンウッドサウンドシステムを装備し、1992年9月にスバル4WD20周年記念車として発売。その後1993年7月に富士重工40周年記念車として、再び発売された。
RX-R スペシャルバージョン
サファリラリーでのクラス優勝を記念して1995年5月に発売されたRX-Rの200台限定車。STi/PIAA製のフォグランプ（H3-55W）にSTiロゴ入りのフォグランプカバー、フジツボ製レガリスKマフラー、ケンウッドサウンドシステム等を装備。
RX-RA
フルタイム4WDのみでモータースポーツ用ベースグレード。「RA」は、スバルのモータースポーツベース車に共通の記号で、競技に不要な快適装備の類は一切ない。専用ECU、1～4速のギア比がクロスした専用ミッション、コイルスプリングのバネレートやショックアブソーバの減衰力等が専用に設定された強化サスペンション、リア機械式LSD等を装備。エアコン、パワーウィンドウ、リモコンドアミラー等が省略され、RX-Rより20kg軽量化されている。
RX-SS
RX系のDOHCエンジンにSportShiftを組み合わせた仕様。外見上の違いはレターマークとツートンカラー。ただし黒はツートンではない物もある。販売時期がモデル末期であり、当時既に開発が進んでいたプレオの実験的モデルであったためか販売台数は少ない。
T-TOP
3000台限定の富士重工40周年記念車。高田工業の手によって、タルガトップに電動格納リアウィンドウを組み合わせオープン仕様に仕立てた。カラフルな内装が特徴。駆動方式は2WDのみでECVTと5速MTが設定されたが、いずれもRX-Rのような高性能エンジンは搭載されなかった。スバルの軽として初のサッシュレスドアと3Boxの車体を採用した。エマージェンシー要素は強かったが、後席も用意され、法規上は4人乗りであった。前述の理由から、RX-R仕様への箱替えベース車と使用されるケースがある。
GX-T
T-TOP発売後1000台限定でMSC仕様として発売。パワートレーンはGXに準じてSOHC+MSCにECVTのみの組み合わせ。T-TOP同様、4人乗りであった。

### ビストロシリーズ

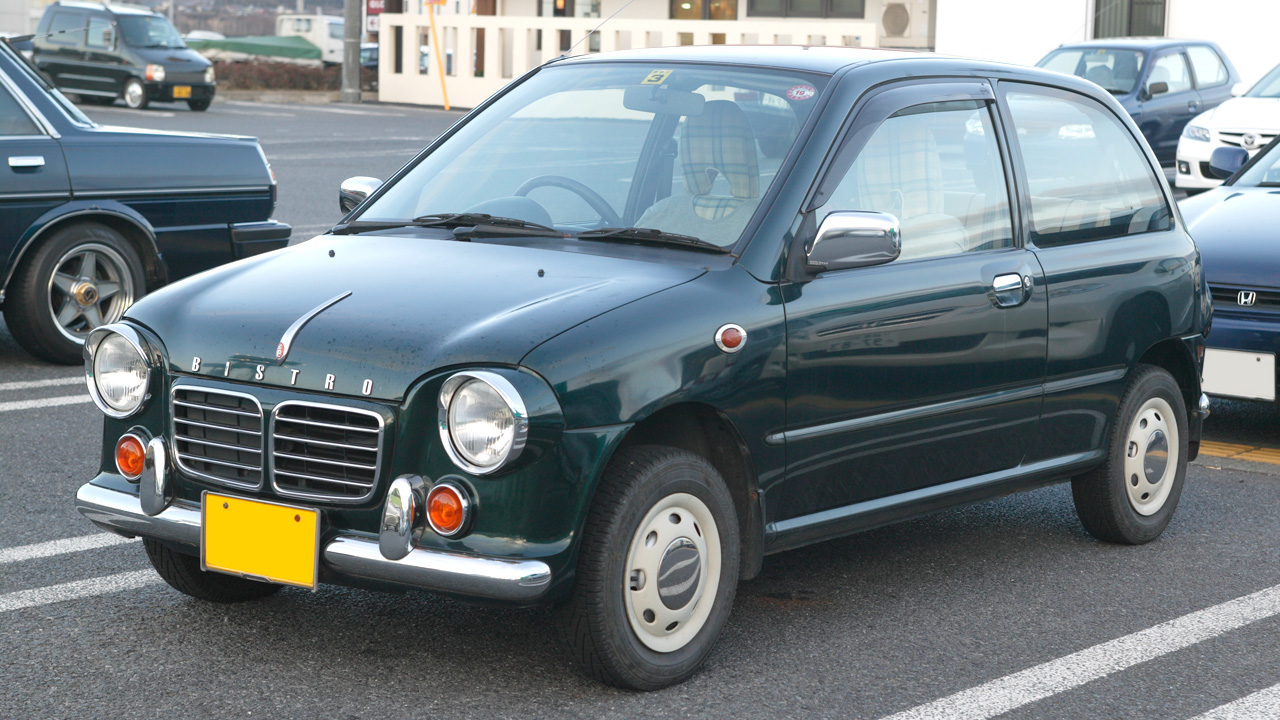
ビストロ シフォン AWD

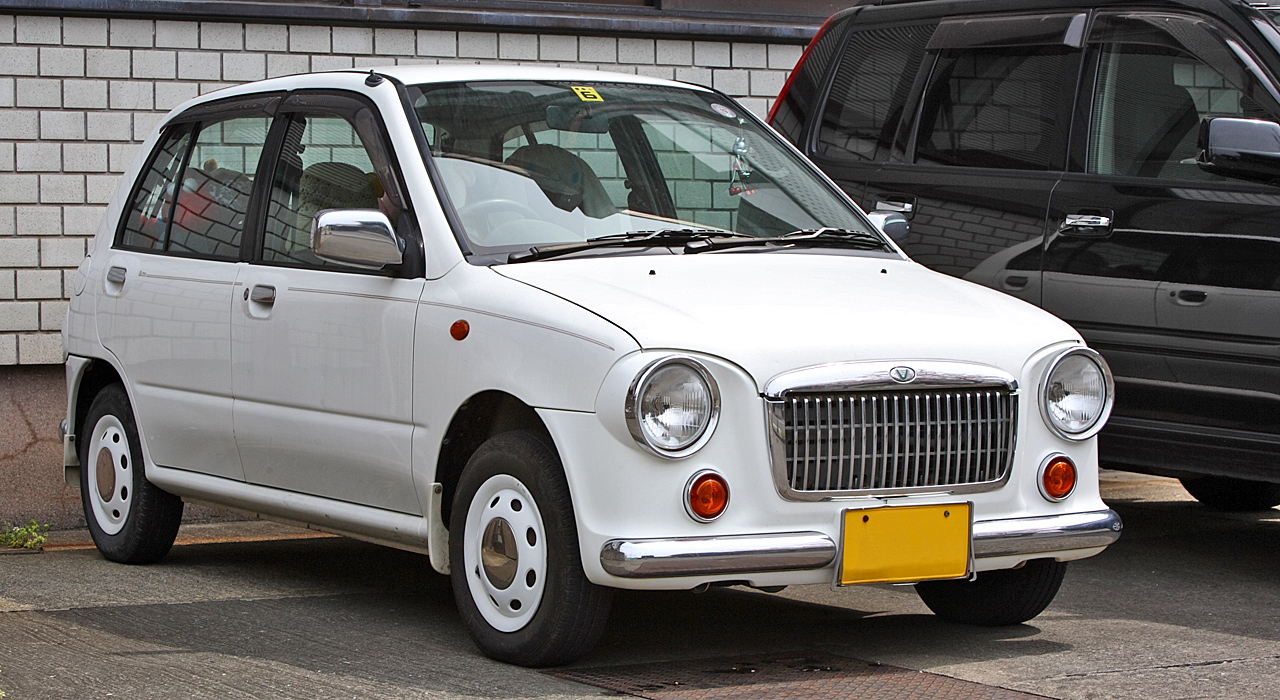
ビストロ ホワイトエディション

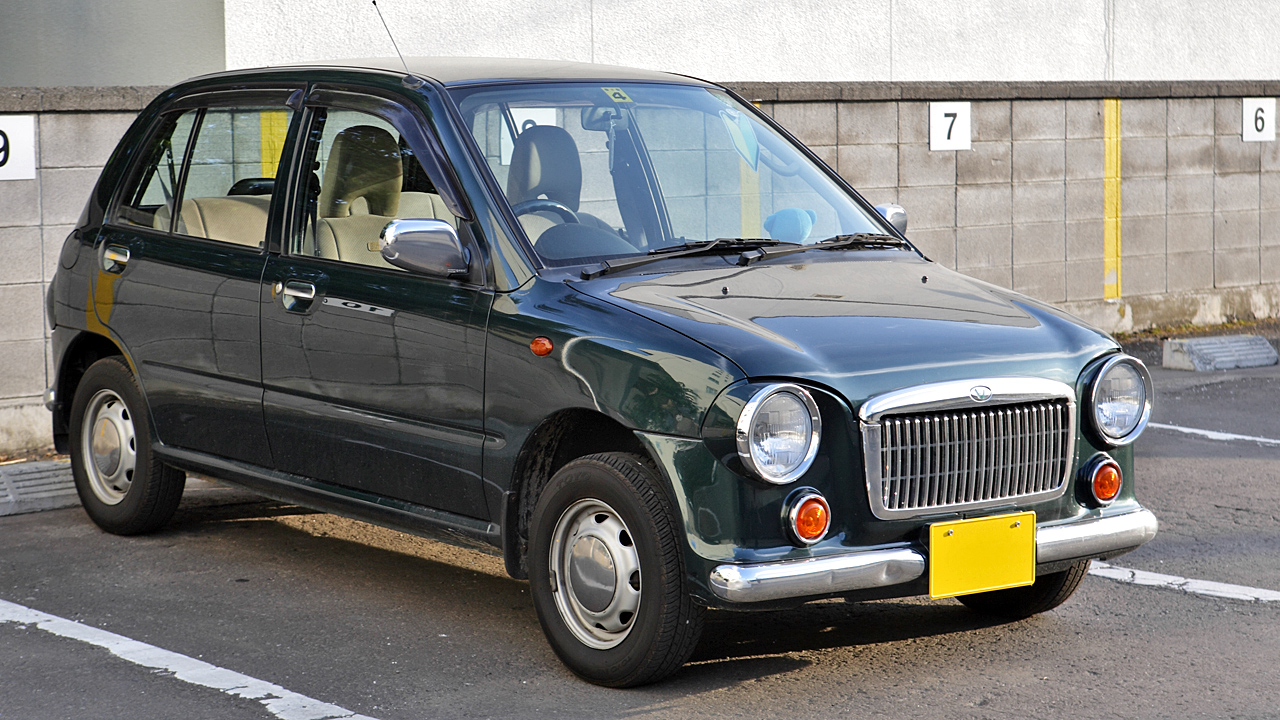
ビストロ
往年の欧州製大衆車を意識した専用の内外装が装備されたグレード。1995年の第31回東京モーターショーに参考出品され、その直後に市販化され、D型以降の販売の中心を占めた。軽自動車の主流がセダンからトールワゴンに移行しつつある中で不利な立場におかれていたヴィヴィオの販売を下支えした。
テールランプは、日産・フィガロのものが流用されている。
ビストロ B-Custom
ビストロに追加されたグレードで本革シートや、エアバッグ、専用ボディカラーが装備されたビストロの上級仕様。
ビストロ シフォン
それまで5ドアだけだったビストロシリーズに追加された3ドア廉価グレード。市販されずに終わった同社の、「スバル・1500（スバル・P-1）」を模したフロントマスク（フロントグリル）と、バンパーオーバーライダー風の装飾が特徴。その他、専用のホイールキャップやシート表皮を装備。
ビストロ ホワイトエディション
車体色がフェザーホワイトのビストロ。ピンストライプ、専用ホワイトホイールキャップが装備される。
ビストロ L
ビストロのモデルライフ後半で追加された3ドア廉価グレード。エアバッグがオプションとなっている。
ビストロ　スポーツ
ビストロにGXの装備内容を与えたモデル。専用のゴールドに塗装されたBBSアルミホイールが大きな特徴である。SOHC&MSC&MT設定も選べる。
ビストロ SS
RX-SSのビストロ版。FFと4WD両方の設定あり。
ビストロ クラブ
英国大衆車を意識したグレード。
ボディカラーはピュアブラックメタリック、ビンテージグリーンマイカ、ラズベリーレッドマイカの3種類。
フロントグリルはメッシュタイプ。ミニライト社製12インチアルミホイールと本革シートを装備。
内装は明るい茶色でまとめられている。

## CMソング
- 発売時から1995年までCHAGE and ASKAの曲が主に使われていた。
  - WALK（1992年盤）
  - no no darlin'
  - WHY
  - 世界にMerry X'mas
  - Sons and Daughters 〜それより僕が伝えたいのは
  - 天気予報の恋人[注釈 5]
  - DO YA DO[注釈 6]